# Yukgaejang

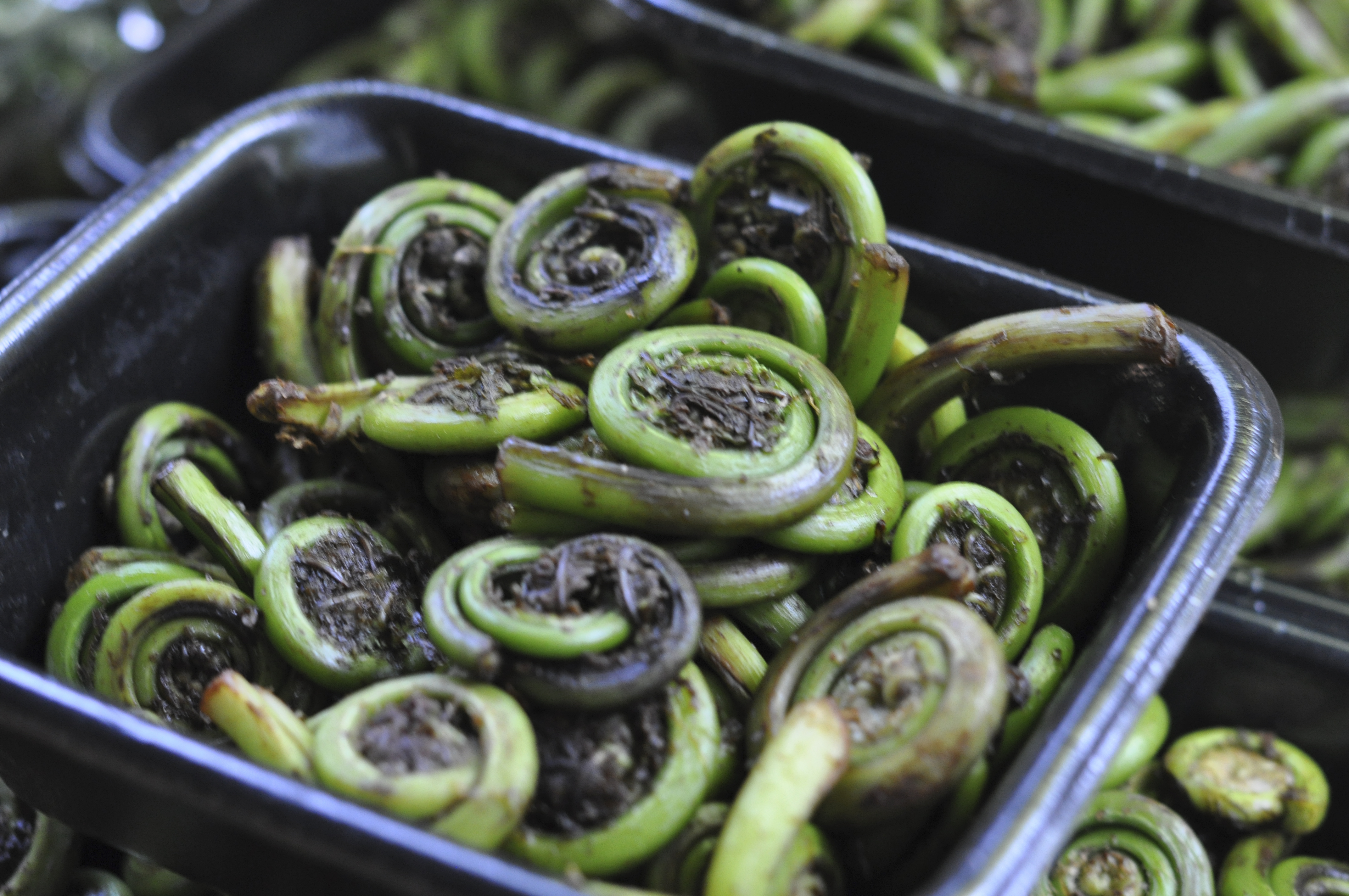
Farnsprossen

Yukgaejang ist eine scharfe rote Rindfleischsuppe aus Korea mit Gemüse und verquirlten Eiern. Beim Gemüse handelt es sich typischerweise um Mungbohnensprossen, Lauch und Gosari (die jungen eingerollten Wedel des Adlerfarns werden im Frühjahr zur Suppe gesammelt und getrocknet). Gewürzt wird die Suppe mit rotem Pfeffer, Gochujang, Sojasauce und Knoblauch. Statt der Farnspitzen kann Spinat verwendet werden. Yukgaejang geht auf die Palastküche Seouls zurück.
In Korea glaubt man, dass scharfe Speisen helfen, die große Sommerhitze zu ertragen, wenn der Genuss von Chili den Schweiß treibt und den Körper kühlt, also wird Yukgaejang vor allem im Sommer serviert, zusammen mit Reis.